# Мітчелл (округ, Джорджія)
Шаблон:StateAbbr_ 31°13′ пн. ш. 84°11′ зх. д. / 31.22° пн. ш. 84.19° зх. д.
Округ Мітчелл (англ. Mitchell County) — округ (графство) у штаті Джорджія, США. Ідентифікатор округу 13205.

## Історія
Округ утворений 1857 року.

## Демографія
За даними перепису
2000 року
загальне населення округу становило 23932 осіб, зокрема міського населення було 11453, а сільського — 12479.
Серед мешканців округу чоловіків було 12170, а жінок — 11762. В окрузі було 8063 домогосподарства, 5937 родин, які мешкали в 8880 будинках.
Середній розмір родини становив 3,19.
Віковий розподіл населення поданий у таблиці:
| Стать    | До 15 років | 15-21 | 22-29 | 30-39 | 40-49 | 50-65 | 65-85 | Понад 85 |
| -------- | ----------- | ----- | ----- | ----- | ----- | ----- | ----- | -------- |
| Чоловіки | 2833        | 1316  | 1530  | 1978  | 1789  | 1697  | 957   | 70       |
| Жінки    | 2566        | 1195  | 1216  | 1554  | 1648  | 1800  | 1498  | 285      |

## Суміжні округи
- Догерті — північ
- Ворт — північний схід
- Колквіт — схід
- Томас — південний схід
- Грейді — південь
- Декатур — південний захід
- Бейкер — захід

## Виноски
1. ↑  U.S. Decennial Census. United States Census Bureau. Архів оригіналу за 19 липня 2018. Процитовано 24 червня 2014.
2. ↑  Historical Census Browser. University of Virginia Library. Архів оригіналу за 11 серпня 2012. Процитовано 24 червня 2014.
3. ↑  Population of Counties by Decennial Census: 1900 to 1990. United States Census Bureau. Архів оригіналу за 2 лютого 2019. Процитовано 24 червня 2014.
4. ↑  Census 2000 PHC-T-4. Ranking Tables for Counties: 1990 and 2000 (PDF). United States Census Bureau. Архів оригіналу (PDF) за 18 грудня 2014. Процитовано 24 червня 2014.
5. ↑  State & County QuickFacts. United States Census Bureau. Архів оригіналу за 7 червня 2011. Процитовано 16 лютого 2014.(англ.) Наведено за англійською вікіпедією.
6. ↑  American FactFinder. Бюро перепису населення США. Архів оригіналу за 26 лютого 2012. Процитовано 31 січня 2008.

| США | Це незавершена стаття з географії США. Ви можете допомогти проєкту, виправивши або дописавши її. |